# Блюзовые ноты

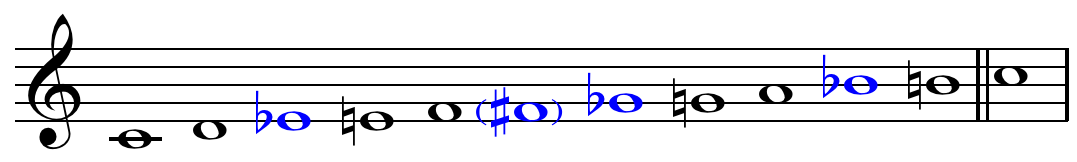
Блюзовые ноты (подсвечены синим цветом) в до мажоре: ♭3, (♯4)/♭5, ♭7

Блю́зовые но́ты (англ. blue notes) в джазе и блюзе — некоторые ступени диатонического звукоряда, отклоняющиеся — как правило, в сторону понижения — от их приписанной в строе высоты на неопределённый интервал в диапазоне от четверти тона до полутона. В качестве блюзовых нот обычно выступают III, V и VII ступени в мажоре, и V ступень в миноре.

## Краткая характеристика

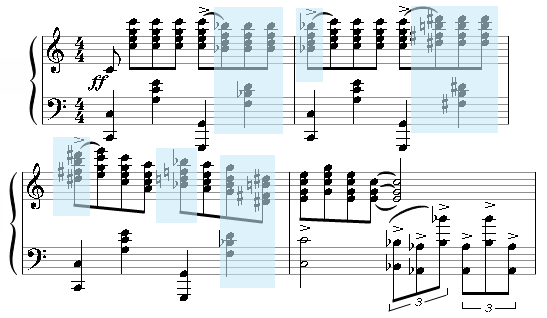
«Рапсодия в стиле блюз» Дж. Гершвина (клавир), тт.115-118. Лад целого — до мажор. Систематическое использование композитором блюзовых нот (подсвечены голубым цветом) приводит к образованию особой — «блюзовой» — разновидности мажора, описываемой теоретиками как блюзовый лад (blue tonality).

В зависимости от ладового наклонения блюзовые ноты получают разное функциональное толкование. В мажоре используются VII низкая (понижение VII ступени на полутон придаёт ладу миксолидийский оттенок), V низкая (она же IV высокая) и III низкая (она же II высокая; придаёт оттенок «минорного» мерцания, свойственный в целом мажоро-минору) ступени, в миноре — V низкая (IV высокая). Блюзовые микрохроматические ноты выполняют орнаментальную функцию и не меняют существо ладовой системы джаза, в основе которой лежит мажорно-минорная тональность. Теоретики музыки относят блюзовые ноты к экмелике, то есть к таким звукам, высота которых не фиксирована, имеет принципиально «плавающий» характер.
В российском музыкознании для описания разновидности мажоро-минора с систематическим применением блюзовых нот используется термин «блюзовый лад», в американской литературе в близком значении используется термин «blue tonality». Хрестоматийный пример использования блюзового лада — Рапсодия в стиле блюз Дж. Гершвина (см. нотный пример). Блюзовые ноты использовали также вполне академические композиторы, например, М. Равель в первой части Фортепианного концерта G-dur и Д. Мийо в балете «Сотворение мира».

## Исполнительские техники
Блюзовые ноты — обязательная составляющая джазового вокала и инструментов с нефиксированной высотой звука (тромбон, контрабас, безладовая бас-гитара и т. п.), часто связанная с техникой глиссандирования. На духовых инструментах с фиксированной высотой звука (труба, кларнет, саксофон) опытный джазовый музыкант извлекает блюзовые ноты, используя амбушюр и некоторые другие приёмы исполнительской техники. На клавишных инструментах (фортепиано, Родес-пиано, электроорган), на гитаре (с мензурными ладами), вибрафоне и т. п. музыкант имитирует блюзовые ноты, используя форшлаги, аккорды с «расщеплённой» терцией (например, с/e/b/es1), намеренные переченья базовых и модифицированных ступеней. На блюзовой губной гармонике эти ноты берутся при игре во второй позиции с помощью техники бендов (частотного вибрато).

## Генезис
По мнению ряда учёных (Р. Уотерман, П. Оливер, особенно Г. Кубик), блюзовые ноты были занесены в США эмигрантами из Западной Африки, а у самих африканских народов обязаны их сахельским контактам с арабами. Орнаментирование монодии с использованием микроинтервалов до наших дней является обязательным в целом ряде традиций арабской и ближневосточной музыки (например, в макаме). Африканская пентатоника с «арабской» мелизматикой, импортированная неграми в США, причудливо соединившись с импортированной в США из Европы гармонией (в виде романтической мажорно-минорой тональности), и породила блюзовые ноты, а также некоторые другие специфические для джаза особенности музыкального языка (Мекленбург-Шек).